# 小行星7643
小行星7643（英語：7643）是一颗围绕太阳公转的小行星。1988年11月6日，M. Arai、H. Mori在寄居町发现了此天体。
这颗小行星的绝对星等为38.67781等。